# MGP 2013
MGP 2013 var trettende musikarrangement som blev afholdt 2. februar 2013 i Jyske Bank Boxen i Herning. Vinderen blev Kristian, med sangen "Den Første Autograf". Værterne var Jacob Riising, som har været vært i MGP i 2005, 2008 og 2012, og Szhirley som var vært for MGP for første gang dette år.
Medvært i greenroom var Ole Thestrup.
De ti finalister var blevet afsløret den 13. December 2012

## Deltagere
| Nr | Deltagere                         | Fulde navn | Sang                       | Resultat      |
| -- | --------------------------------- | --- | -------------------------- | ------------- |
| 1  | ArtBreakers                       | Alia Milena Rehde Christiansen, Katharina Durhuus Langhoff, Joachim Kroun, Freja Gudmand Kristoffersen, Helene Duch Kjaer | "Skolefest"                | Ude           |
| 2  | Kristian                          | Kristian Dahlgård Mikkelsen                                                                                               | "Den Første Autograf"      | Superfinalist |
| 3  | JoLi                              | Johanne Søgaard Sørensen, Line Lundgren Hersløv                                                                           | "Mens du er ung"           | Ude           |
| 4  | Julie and the Jets                | Julie Klein-Ipsen | "Lad os følges ad"         | Ude           |
| 5  | Hugo og Elliot Feat. Stereo Moves | Hugo Albert Schulz Collette, Elliot Schulz Collette                                                                       | "Håndværkerrøv"            | Superfinalist |
| 6  | Silmania                          | Nicoline Renbo Østergaard                                                                                                 | "Følelser"                 | Ude           |
| 7  | Sofia and the Sugarcubes          | Sofia Lever | "Når dine øjne, de smiler" | Ude           |
| 8  | 3Kløver                           | Adam Dakir, Bayad Ahmad, Jonas Abul Foul                                                                                  | "Mit et og alt"            | Ude           |
| 9  | Cindy & Sofie                     | Cindy Montero Nielsen, Sofie Peiter Rokkjær                                                                               | "Helt Alene"               | Ude           |
| 10 | Cecilie                           | Cecilie Vahle | "Ingen som dig"            | Superfinalist |

### Superfinale
| Nr | Deltagere                         | Sang                  | Procent | Placering |
| -- | --------------------------------- | --------------------- | ------- | --------- |
| 1  | Kristian                          | "Den Første Autograf" | 40%     | 1         |
| 2  | Hugo og Elliot Feat. Stereo Moves | "Håndværkerrøv"       | 26%     | 3         |
| 3  | Cecilie                           | "Ingen som dig"       | 34%     | 2         |